# Leonida di Taranto
Leonida o Leonide (Taranto, 330 o 320 a.C. – Alessandria d'Egitto, 260 a.C. circa) è stato un poeta greco antico.

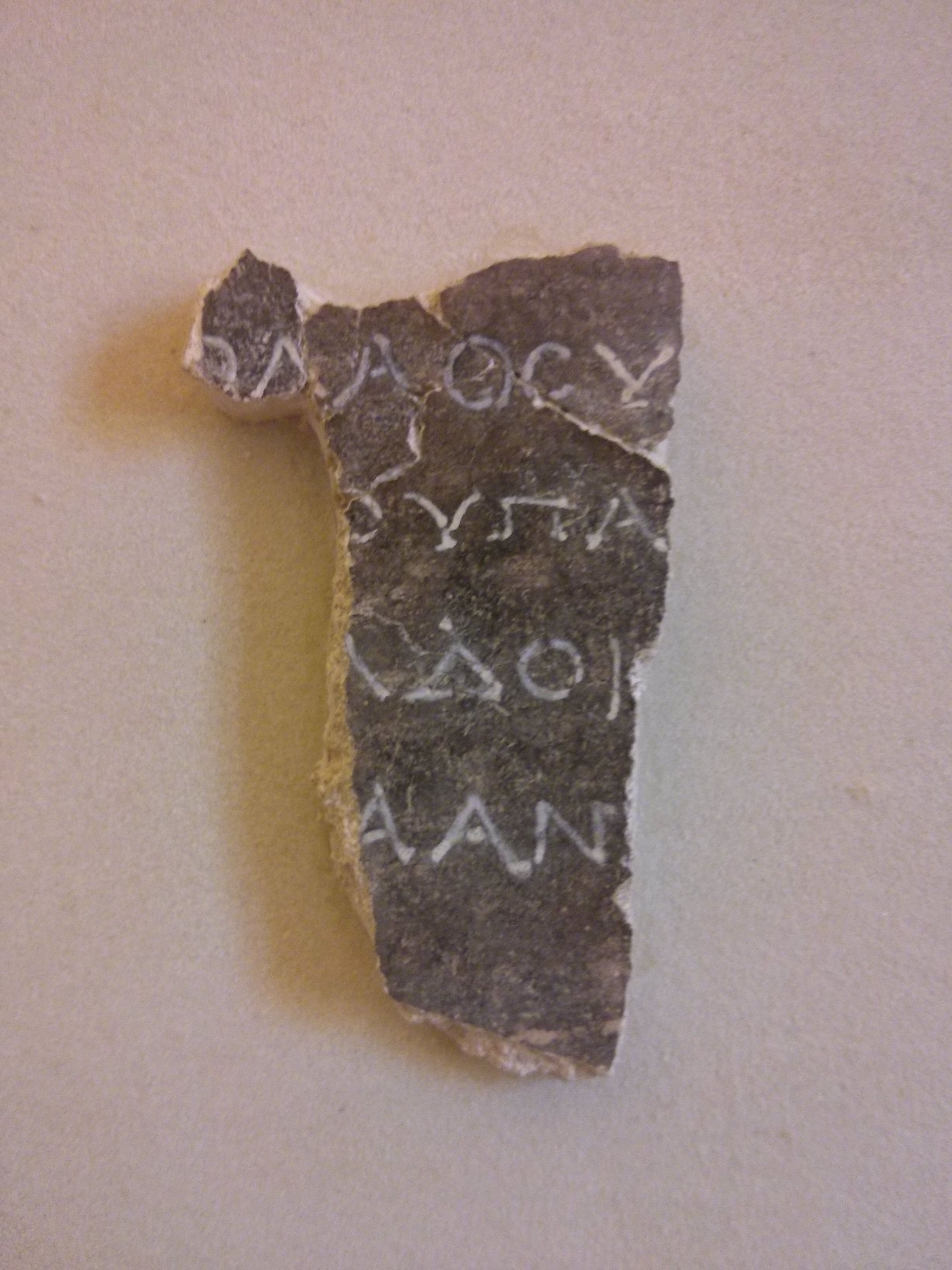
Frammento di affresco con epigramma di Leonida di Taranto, da Suasa.

È considerato il maggiore esponente della scuola dorico-peloponnesiaca.

## Biografia
Leonida visse a Taranto fino al 272-270 a.C., fino a quando non fu conquistata dai romani.

Quando la città stava per cedere, Leonida fu tra i pochi abitanti a fuggire: un gesto che inizialmente egli interpretò come una benedizione, avendo evitato la schiavitù, ma che presto si rivelò un'amara illusione, giacché da allora e fino alla morte, visse lontano dalla patria, alla ricerca di protettori, vivendo «una vita che vita non è» come scrisse in un celebre epigramma.

Dopo varie peregrinazioni (viaggiò per la Grecia, l'Asia Minore e il sud Italia) si rifugiò ad Alessandria d'Egitto, dove morì intorno al 260 a.C..

## Epigrammi
La produzione di Leonida fu ben presto antologizzata, come traspare dalle antologie tardoellenistiche di Meleagro di Gadara e di Aminte, tramite i quali venne conosciuta ed apprezzata da alcuni dei maggiori scrittori latini, come Cicerone, Catullo, Ovidio e Properzio. A Pompei, inoltre, nella "casa degli epigrammi greci", è presente una pittura parietale che rappresenta il contenuto di un epigramma di Leonida, dove un cacciatore, un uccellatore e un pescatore consacrano al dio Pan le loro reti.

Numerosi epigrammi leonidei, infatti, sono indirizzati a persone appartenenti agli strati più umili della società (artigiani, pastori, contadini e pescatori), che, ormai anziani, dedicano agli dèi i loro strumenti del mestiere. Alcuni esempi riguardano un epigramma su un falegname in pensione e un breve componimento su Socare e la Fame.

Gli epigrammi funerari sono di carattere bucolico o satirico, come nei casi di Maronide e il vino o sul sepolcro del pastore Clitagora.

In più, legato alle origini "marinare" di Leonida, un consistente gruppo degli epigrammi è costituito dagli epitafi per coloro che hanno passato la loro vita in mare e in mare sono morti. Alcuni esempi sono l'epitafio di un povero pescatore, la morte di un uomo, dilaniato in due da uno squalo e sepolto parte in mare, parte nell'animale, come anche una variazione sul tema, meno macabra, su un naufrago.

Di notevole interesse, comunque, sono gli epigrammi autobiografici, come uno, malinconico, sull'uomo e il tempo e l'accontentarsi di poco. In effetti, Leonida appare un poeta di notevole caratura, consapevole di sé, come nel suo celeberrimo epitaffio, scritto mentre era in esilio ed ispirato, in alcuni tratti, ad Archiloco:
e di Taranto mia Patria

e ciò m'è più amaro della morte.

Tale destino hanno i nomadi

a conclusione della loro inutile vita!

Le Muse però mi hanno caro

ed a compenso delle mie afflizioni

mi offrono una dolcezza di miele.

Il nome di Leonida non tramonta per esse:

i loro doni lo testimoniano sino all'ultimo sole.»
(VII 736)

Ispirandosi ai cinici, poi, Leonida si atteggia a poeta "pitocco", mostrando di disprezzare la frivolezza ed il lusso: secondo il suo pensiero, la felicità è nella tranquillità, che si trova solo conducendo una vita modesta e solitaria. Leonida, dunque, si sofferma sugli strati umili, su personaggi che vivono, quindi, in misere dimore fra i campi o lungo la riva del mare, e conducono vita povera ed errabonda; il poeta stesso, in effetti, si dipinge come povero, così descrivendo la sua capanna:
nutrire topi non può la misera dispensa di Leonida.

Al vecchio basta avere il sale e due pani di farina grezza:

fin dal tempo degli avi questo vitto lodammo.»
(VI 302)
A parte questa spinta verso il basso, che lo accomuna a tanta poesia alessandrina, notevole è comunque, in Leonida, lo stile «così carico di sapore alessandrino, con una caratteristica strutturazione su triadi di concetti scrupolosamente osservata, a parte l'impiego di vocaboli nuovi e di precisi termini tecnici».